# Estrada de Ferro Perus-Pirapora
A Estrada de Ferro Perus-Pirapora (ou simplesmente EFPP) é uma ferrovia situada no estado de São Paulo, Brasil, atualmente a única remanescente com bitola de 600 mm.
A ferrovia foi construída com o propósito de transportar cal produzida no bairro Gato Preto, município de Cajamar, para os trilhos da São Paulo Railway-SPR no bairro de Perus, município de São Paulo.
A concessão para construção da ferrovia foi obtida em 1910 por Silvio de Campos, Mario W. Tibiriçá e Clemente Neidhardt, tendo suas operações iniciadas em 1914. Em 1925, às margens do km 0+700 da ferrovia foi construída a Brasilian Portland Cement, primeira fábrica de cimento do Brasil, cuja transporte e abastecimento de matéria-prima se tornou a principal atividade da ferrovia.
Em 1951 ferrovia, fábrica e pedreiras foram comprados pelo Grupo JJ Abdalla, que administrou o complexo industrial até o ano de 1974. Foi expropriado pelo Governo Federal em 1974, vendido em leilão para herdeiros do Grupo JJ Abdalla em 1981, e desativado em 1983 com o encerramento das produções da Fábrica de Cimento. Em 1987, o CONDEPHAAT (Conselho de Defesa do Patrimônio Histórico, Arqueológico, Artístico e Turístico do Estado de São Paulo) decretou o tombamento da ferrovia pelo seu valor histórico e importância no desenvolvimento do Estado de São Paulo.
Em 2001 parte do traçado da ferrovia e todo o seu material rodante foi comodatado a uma instituição denominada Instituto de Ferrovias e Preservação do Patrimônio Cultural, que opera visitas monitoradas e passeios turísticos, além de constantes atividades de recuperação do material remanescente da ferrovia.

## Nome e Bitola
A forma de conseguir a concessão foi a criação de um projeto de transporte para os romeiros até a cidade santuário de Pirapora do Bom Jesus, pois as autoridades da época nunca iriam aprovar a construção de uma ferrovia de 20Km só para o transporte da cal. Na prática, tal ramal nunca foi construído, sendo feito na época a ligação entre Perus e Gato Preto. Daí surgiu o nome Estrada de Ferro Perus-Pirapora. A bitola escolhida foi a estreita, pois havia necessidade de uma bitola capaz de subir fortes rampas e vencer curvas fechadas, pois o terreno na construção é muito acidentado. A bitola de 600 mm acabou se tornando padrão não-oficial no Brasil para esse tipo de linha.

## História

### Origens e Construção: antes de 1914
A região de Cajamar e Perus sempre foi conhecida pela extração de calcário. Porém, a extração em larga escala só foi iniciada por volta de 1908, por iniciativa de empresários locais. Foram criadas algumas minas em Gato Preto, distante bairro de São Paulo, além da construção de uma pequena ferrovia interna, contando apenas com 3 locomotivas. Essa pequena ferrovia fazia a ligação entre as diversas minas de calcário até os fornos em Gato Preto, onde era fabricado o cal. Alguns historiadores consideram essa pequena ferrovia como o embrião da E. F. Perus - Pirapora. Havia também o transporte de madeira entre as áreas que eram desmatadas para a construção das minas de calcário e um fábrica de celulose, também em Gato Preto.

### O Início: 1914 a 1925
Mais tarde, por iniciativa de Silvio de Campos, Mari W. Tibiriçá e Clemente Neidhardt, foi planejada uma ferrovia que ligasse Gato Preto à estação de Perus, atendida pela São Paulo Railway, de forma a escoar a produção de cal e de pequenas cargas da região. A concessão foi obtida em 26 de abril de 1910, e por ser uma ferrovia de bitola estreita e que não exigia grandes obras de arte, foi concluída e aberta ao tráfego em 05 de agosto de 1914. Sua frota inicial era de 4 locomotivas Baldwin, sendo duas do tipo 4-6-0+T, batizadas de Nº 1 "Jaraguá" e Nº 2 "Parnhayba", e duas locomotivas do tipo 2-4-0+T (Nº 3 "Dr. Jambeiro" e Nº 4 "Sylvio de Campos"), adquiridas em 1912 e 1913, respectivamente, além das 3 locomotivas das minas de Gato Preto, que inicialmente não receberam numeração, mas foram incorporadas ao patrimônio da ferrovia.
A princípio, os serviços da E.F. Perus - Pirapora se resumiam basicamente no transporte de cal, porém havia também trens mistos (carga e passageiros). Havia também transporte de pedras, madeira e celulose, além do transporte de passageiros entre Perus e Gato Preto. Para tal, foram adquiridos ao menos dois carros abertos, e que funcionaram até os anos 40.

### Crescimento: 1925 a 1951

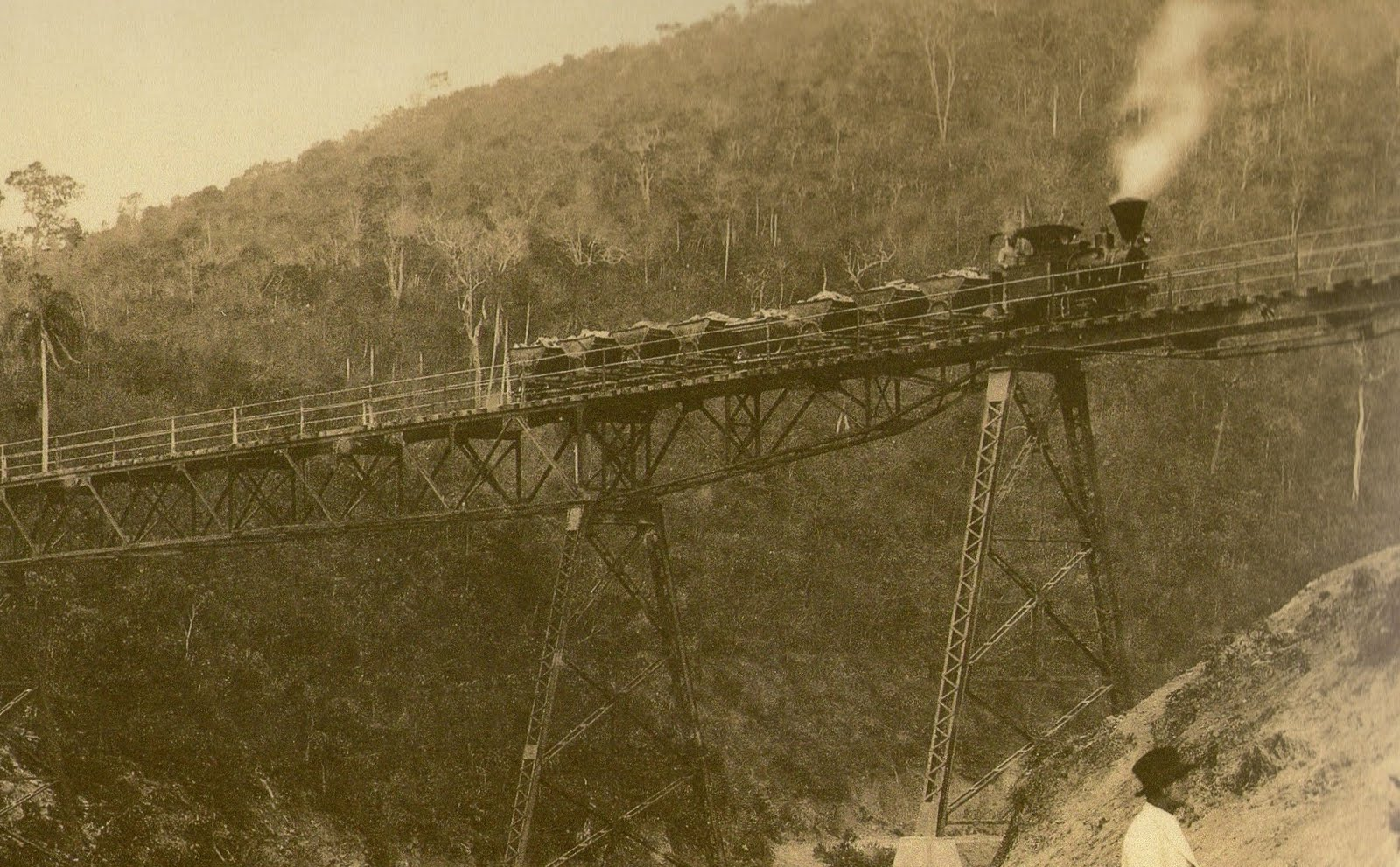
Orenstein & Koppel locomotiva da Cia. Brasileira de Cimento Portland Perus (CBCPP) utilizada nas minas de Gato Preto

O ano de 1925 marca o início de uma nova era, não só para a ferrovia, mas também para o desenvolvimento da industrialização brasileira, sobretudo de São Paulo. Foi construída em Perus, no km 1 da ferrovia, a Companhia Brasileira de Cimento Portland, primeira fábrica de cimento do Brasil. Um dos motivos da escolha de Perus como o local da planta foi a facilidade com que a matéria prima chegava à fábrica, no caso o calcário, vindo através da E. F. Perus - Pirapora, e que era descarregado dentro da própria fábrica. Também era possível escoar a produção de cimento através da São Paulo Railway, que também possuía ramal interno. A CBCPP possuía frota própria, mas que operava nas linhas da E. F. Perus - Pirapora, sobretudo no trecho entre Cajamar e a fábrica em Perus.
Por esse motivo, e do incremento do tráfego, o parque de material rodante é reforçado. As locomotivas Nº 1"Jaraguá" e Nº 2 "Parnhayba", que eram inadequadas para a ferrovia, foram vendidas para a Estrada de Ferro Donna Thereza Christina em Santa Catarina, onde foram rebitoladas para 1,000 mm e operaram satisfatoriamente até 1945. Foram adquiridas então do Tramway da Cantareira as locomotivas nº 6 e nº 12, renumeradas na E. F. Perus - Pirapora como Nº 1 "Sylvio de Campos" e Nº 2 "Florindo Benneducce".
Com o crescimento constante do tráfego, sobretudo após a abertura de novas minas em Gato Preto e Cajamar, a ferrovia passou a adquirir locomotivas de segunda mão, que a medida que suas ferrovias foram sendo desativadas ou alargavam sua bitola eram adquiridas. Em 1935 foi adquirida da empresa Lion & Cia. a Nº 5 "São Paulo", e em 1939 chegou a Nº 6 "Eng. Mallet". Também em 1939 foi adquirida nova uma locomotiva a diesel fabricada pela DIEMA, que não recebeu numeração. Em 1941 foram adquiridos 5 carros de passageiros da extinta Estrada de Ferro Dumont, ferrovia da família de Santos Dumont que funcionava na região de Ribeirão Preto. Por conta da chegada desse material, as locomotivas das minas de Gato Preto, que haviam recebido numeração, foram vendidas à CBCPP, passando a operar nas manobras dessa empresa em Cajamar.
Nesse período, a CBCPP também passou a adquirir locomotivas de segunda mão. A frota, que até então contava com 7 locomotivas, sendo 5 do tipo 2-4-2ST fabricadas pela American Locomotive Company (ALCO) entre 1925 e 1932, e 2 do tipo 2-6-2+T fabricadas pela H.K. Porter em 1945. Em 1943 foram adquiridas 3 locomotivas oriundas da extinta Estrada de Ferro Dumont, numeradas de 11 a 13. A Nº 12 não era adequada à linha, e retornou anos depois para Dumont, onde hoje está em exposição numa praça.

### Era Abdalla: 1951 a 1974
Em 1951, o complexo mineração-ferrovia-indústria, composto pela Estrada de Ferro Perus-Pirapora, Cia. Brasileira de Cimento Portland e as minas de Cajamar e Gato Preto, foi vendido ao conglomerado industrial J.J. Abdalla. Seguiu-se a ampliação do parque de tração, sendo adquiridas em 1957 as locomotivas nº 910, nº 911 e nº 920 da Companhia Paulista de Estradas de Ferro, do extinto ramal de Santa Rita do Passa Quatro, que foram renumeradas como nº 14, nº 10 e nº 9, respectivamente. Em 1961 chegam as últimas locomotivas, provenientes da Usina Monte Alegre, de Piracicaba, numeradas de nº 15 a nº 18. Neste momento, a ferrovia mantinha uma estabilidade em todos os aspectos.
Porém, após essa fase, ela começa a entrar em decadência. Com a construção da Rodovia Anhanguera, a vila de Gato Preto foi cortada ao meio, sendo desativadas as minas de calcário, os fornos de cal e a fábrica de celulose. A linha para Gato Preto passou a ser então apenas um ramal que servia às oficinas, localizadas nesse bairro. Nesse período, várias locomotivas são sucateadas, e o transporte de passageiros é encerrado em 1972.

### Declínio e encerramento: 1974 a 1983
Em 1974, em plena Ditadura Militar, o complexo mineração-ferrovia-indústria foi expropriado pelo governo federal, passando a ser administrado pelo Ministério da Fazenda. A fábrica de cimento de Perus e por consequência a ferrovia eram de vital importância quanto ao desenvolvimento de São Paulo, tendo na época também fornecido cimento para a construção da Hidrelétrica de Itaipu. Familiares de J.J. Abdalla a adquiriram da União em leilão, e em  1983 a fábrica encerrou as atividades. Com isso a ferrovia perdeu sua função básica, que era abastecê-la de matéria-prima, o calcário extraído de Cajamar, e também foi desativada.

## Preservação

### Primeiras Tentativas
Após a desativação da ferrovia, todo o material, na época já de interesse histórico, ficou abandonado em Perus, Cajamar e Gato Preto. Cresceu então o movimento que lutava pela preservação do acervo, já conhecido internacionalmente. Através da Associação Brasileira de Preservação Ferroviária foi formalizado o pedido de tombamento de toda a ferrovia ao Condephaat. Em janeiro de 1987 o pedido foi aceito, e a ferrovia então, tombada como patrimônio histórico e artístico nacional.
Desde então, tudo permaneceu abandonado, pois havia dificuldades quanto ao acesso, já que a ferrovia se localiza numa região um tanto isolada, e também porque o proprietário, o Grupo J.J. Abdalla, relutava em ceder a ferrovia para a preservação. Foi necessária uma intervenção do Governo do Estado de São Paulo para tal, que em 2000 detalhou todo o acervo tombado da ferrovia, sendo todo o leito ferroviário do km 2 (região de Perus) ao km 17 (região de Cajamar), além de todo o material rodante.

### IFPPC
Em 2002 foi fundado o Instituto de Ferrovias e Preservação do Patrimônio Cultural, mais conhecido como Instituto de Ferrovias, ou simplesmente IFPPC, formado por moradores de Perus, Caieiras e simpatizantes da EFPP no Brasil e no mundo. O IFPPC recebeu do Grupo Abdalla todo o acervo tombado da EFPP, em regime de comodato.
Em 2005, com a parceria da Natura, que têm sua fábrica localizada à beira da ferrovia, o IFPPC restaurou a locomotiva nº 8 e um carro de passageiros, além da recuperação do trecho entre o km 10 e o km 11. Em 2008, as atividades foram concentradas no pátio do Corredor, no km 5, sendo então iniciada a lenta transferência de mais de 20 locomotivas e cerca de 130 vagões para lá. O Corredor se localiza no trecho mais bonito da ferrovia, em que passa por cortes de pedra e beira o Rio Juquery, em meio à densa floresta.
No ano de 2010, já com parte do material transferido para o Corredor, e a linha restaurada do km 2 (onde existe uma passagem de nível com uma estrada) e o km 5 (Corredor), têm início a operação turística do trecho, utilizando a locomotiva nº 8 e a recém-restaurada diesel DIEMA. Posteriormente, a nº 2 de fabricação ALCO também foi restaurada e posta em tráfego. Sucessivamente, a linha foi sendo desobstruída, sendo alcançado o posto Santa Fé, no km 9, apenas por troles de linha e pelas locomotiva a diesel (devido ao seu peso reduzido). Atualmente, as locomotivas a vapor conseguem chegar somente até o km 7.
Atualmente, já foram transferidos mais de 70 veículos para a área restaurada, entre eles 16 locomotivas, 6 carros de passageiros e dezenas de vagões de carga. Todo o material que se encontrava em Cajamar e nas oficinas de Gato Preto foi removido. Resta apenas a locomotiva nº 16 e diversos vagões no pátio da fábrica de cimento em Perus, sendo gôndolas de minério, vagões fechados, e um vagão-tanque em forma de charuto. Além da falta de espaço, esse material não é prioridade, e será removido assim que possível. Alguns vagões e gôndolas não estão em condições de uso, e a locomotiva está imobilizada sob uma laje que ajuda a protegê-la das intempéries climáticas.

## Operação

### Transporte regular de cargas e passageiros (1914-1983)
A ferrovia é inteiramente em via única, sendo que nos postos ou estações a via era dupla. No pátio do Corredor havia 4 linhas e um triângulo de reversão, pois lá havia o fracionamento dos trens por causa de uma forte rampa no caminho para Perus. Em Perus, Cajamar e Gato Preto havia grandes pátios de manobras. Em Gato Preto localizavam-se as oficinas da ferrovia, onde era feita a manutenção de todo o material rodante, e em Cajamar havia um abrigo para locomotivas. Na fábrica de cimento também havia uma pequena oficina para serviços mais leves.
O transporte de passageiros se originava em Perus, onde havia uma pequena estação, e seguia até a localidade de Entroncamento (de onde deveriam sair os trilhos para Pirapora do Bom Jesus e Santana do Parnaíba), através dos "trens M", como eram conhecidos os trens mistos, geralmente formados por uma locomotiva, acompanhada de 2 ou 3 vagões fechados para cargas e 1 carro de passageiros. Do Entroncamento, o trem seguia para Gato Preto. Com o fim desses trens, em 1972, os carros de passageiros passaram a ser utilizados exclusivamente para o transporte de funcionários.
Os trens de minério eram compostos de 20 gôndolas de calcário com um carro de passageiros na cauda, para transporte de funcionários. Estas composições saíam de Cajamar até o pátio do Corredor tracionadas por uma única locomotiva. Ao chegar no Corredor, uma segunda locomotiva era adicionada ao trem para vencer a forte subida do pátio até a fábrica de cimento. Ocasionalmente ocorria o fracionamento do trem, de forma que cada locomotiva tracionasse uma metade (10 gôndolas) da composição vinda de Cajamar. Ao chegar à fábrica de cimento, o calcário era descarregado e a locomotiva retornava com outra composição de 20 gôndolas, já vazias, para Cajamar.
Alguns compostos de cimento possuem argila em sua composição. No km 6 da ferrovia havia um local de extração de argila, onde uma máquina carregava até 8 gôndolas para transportar a argila até a fábrica.

### Operação turística (2010-presente)
Atualmente, os passeios ocorrem em datas exclusivas de eventos aos domingos. Nas redes sociais oficiais, pode-se acompanhar as datas de abertura para a compra antecipada e o agendamento prévio, além de identificação dos visitantes. 
No início das operações turísticas, apenas um carro de madeira restaurado era utilizado junto com a locomotiva nº 8. Em caso de demanda mais alta, um segundo carro não-restaurado, mas em bom estado de conservação era adicionado ao trem, o que aumentava o peso e o esforço para a minúscula locomotiva nº 8, resultando em uma operação não tão eficiente assim. Este problema foi sanado logo em 2011 com a conclusão do restauro da locomotiva ALCO nº 2. Em 2013 Um vagão prancha foi adaptado para o transporte de passageiros, aumentando assim a disponibilidade de lugares, e em 2017 mais um carro de passageiros foi entregue à ferrovia pela Fundação Trem Tur, através do Programa de Parceria +Q2Museus, e um segundo carro da mesma Fundação para a ferrovia está em fase de montagem. A meta do IFPPC é restaurar mais locomotivas e carros de passageiros, visando aumentar a capacidade de visitas por dia de operação, assim como manter uma reserva operacional caso necessário.
O trem parte do km 2 da ferrovia, onde há uma passagem em nível com uma estrada de terra pertencente a uma mineradora e leva os visitantes até o Pátio do Corredor, atual base operacional do IFPPC, onde boa parte do material rodante da ferrovia encontra-se exposto para os visitantes. Os visitantes podem circular e fotografar por todo o pátio, tendo acesso proibido ao leito da linha-tronco e às estradas de acesso do Parque Anhanguera, por questões de segurança.
Durante o trajeto, monitores contam a história da ferrovia aos visitantes, e logo ao chegar ao pátio, ocorre uma demonstração de funcionamento da locomotiva a vapor. Em seguida, os visitantes podem optar entre fazer um lanche na cantina do pátio, e circular com os monitores em meio às locomotivas e vagões expostos no pátio. Estes materiais encontram-se, em sua maioria em mau estado de conservação, devido às duas décadas de abandono sofridas desde o fechamento da ferrovia, assim como à falta de verbas para restauro. O tempo de permanência no pátio é livre, dentro do cronograma de operações do dia.

## Frota de Locomotivas
As locomotivas da EFPP possuem um alto valor histórico, pois algumas pertenceram a ferrovias que foram referência nacional em transporte ferroviário, outras que possuem sua história contada em músicas, ou que pertenceram a figuras bastante conhecidas na história nacional. Também pertence ao acervo da EFPP a primeira locomotiva a vapor de fabricação 100% brasileira, esta sem dúvida, a peça de maior importância do acervo da ferrovia.

### Locomotivas da E. F. Perus - Pirapora
| Número | Nome               | Imagem | Tipo de Rodagem | Fabricante               | Nº de Fabricação | Ano de Fabricação | Situação Atual             | Notas |
| ------ | ------------------ | ------ | --------------- | ------------------------ | ---------------- | ----------------- | -------------------------- | --- |
| 1      | Jaraguá            |        | 4-6-0+T         | Baldwin Locomotive Works | 36320            | 1911              | Sucateada                  | Uma das locomotivas originais da ferrovia. Vendida em 1925 para a Estrada de Ferro Donna Thereza Christina, onde operou até 1945. |
| 1      | Sylvio de Campos   |        | 0-6-2ST         | Baldwin Locomotive Works | 14963            | 1896              | Aguardando restauro.       | Ex-Tramway da Cantareira nº 6. Adquirida em 1925 pela EFPP, onde operou exclusivamente os trens "M" (trens mistos, carga e passageiros) até sua desativação, em meados de 1970. Abandonada na "fila da morte" em Cajamar, foi resgatada em 2011 e levada para o Pátio do Corredor, onde aguarda restauro. |
| 2      | Parnahyba          |        | 4-6-0+T         | Baldwin Locomotive Works | 36321            | 1911              | Sucateada                  | Uma das locomotivas originais da ferrovia. Vendida em 1925 para a Estrada de Ferro Donna Theresa Christina, onde operou até 1945. |
| 2      | Florindo Beneducce |        | 2-6-0ST         | Baldwin Locomotive Works | 29820            | 1906              | Aguardando restauro        | Importada pelo Banco União de São Paulo para a Estrada de Ferro Votorantim, onde rodou com o nº 4 "Piedade", posteriormente vendida para o Tramway da Cantareira recebendo o nº 12. Adquirida em 1925 pela EFPP, desativada e canibalizada durante os anos 60. Após seu resgate, foi levada até a cidade de Rio do Sul-SC, onde aguarda avaliação e posterior restauro pela Fundação Trem Tur, através do programa +Q2 Museus.                        |
| 3      | Dr. Jambeiro       |        | 2-4-0+T         | Baldwin Locomotive Works | 37570            | 1912              | Paradeiro Desconhecido.    | Uma das locomotivas originais da ferrovia. |
| 4      | Sylvio de Campos   |        | 2-4-0+T         | Baldwin Locomotive Works | 39061            | 1913              | Paradeiro Desconhecido.    | Uma das locomotivas originais da ferrovia, vendida por volta de 1925. |
| 5      | São Paulo          |        | 0-4-0WT         | Hohenzollern             | 1612             | 1902              | Aguardando restauro        | Importada via Lion & Cia.; adquirida de segunda mão em 1935. Operou até meados dos anos 60. Após seu resgate, foi levada até a cidade de Rio do Sul-SC, onde aguarda avaliação e posterior restauro pela Fundação Trem Tur, através do programa +Q2 Museus. |
| 6      | Eng. Mallet        |        | 0-6-0WT         | Krauss                   | 5980             | 1908              | Aguardando restauro        | Ex-Comissão de Defesa Sanitária de Santos, onde operou na construção dos canais daquela cidade. Desativada em meados dos anos 60. Após seu resgate, foi levada até a cidade de Rio do Sul-SC, onde aguarda avaliação e posterior restauro pela Fundação Trem Tur, através do programa +Q2 Museus. |
| 7      | -                  |        | 0-4-0WT         | Orenstein & Koppel       | 5972             | 1912              | Restaurada cosmetica-mente | Uma das locomotivas originais da ferrovia, onde operou nas minas de Gato Preto, vendida em 1939 para a CBCPP. Desativada nos anos 60, foi preservada numa chácara de propriedade da família Abdalla no interior paulista. Foi resgatada pela ABPF e levada para Além Paraíba, onde foi restaurada cosmeticamente. |
| 8      | Natura             |        | 0-4-2WT         | Decauville Ainé          | 5990             | 1912              | Operacional                | Uma das locomotivas originais da ferrovia, onde operou nas minas de Gato Preto, vendida em 1939 para a CBCPP. Desativada nos anos 60, foi preservada a partir de meados de 1970 sob uma cobertura nos escritórios da empresa em Cajamar. Foi restaurada pelo IFPPC em parceria com a Natura Cosméticos, sendo recolocada em tráfego em 2005. Foi a primeira locomotiva a percorrer os trilhos da E.F. Perus - Pirapora, 22 anos após sua desativação. |
| 9      | -                  |        | 0-4-0WT         | Orestein & Koppel        | ?                | 1912              | Paradeiro Desconhecido.    | Uma das locomotivas originais da ferrovia, onde operou nas minas de Gato Preto, vendida em 1939 para a CBCPP. Desativada nos anos 60. |
| s/n    | Thor               |        | 0-4-0           | DIEMA                    | 940              | 1939              | Operacional.               | Locomotiva diesel-mecânica, adquirida nova para substituir algumas locomotivas a vapor, foi desativada nos anos 60, sendo então encostada na "fila da morte" em Cajamar. Em 2010 foi resgatada e restaurada pelo IFPPC em parceria com a CPTM. Retornou ao tráfego em 2011, e atualmente se constitui na locomotiva a diesel mais antiga em operação no Brasil.                                                                                       |

### Locomotivas da Cia. Brasileira de Cimento Portland - Perus
| Número | Nome         | Imagem | Tipo de Rodagem | Fabricante                  | Nº de Fabricação | Ano de Fabricação | Situação Atual                   | Notas |
| ------ | ------------ | ------ | --------------- | --------------------------- | ---------------- | ----------------- | -------------------------------- | --- |
| 1      | -            |        | 2-4-2ST         | American Locomotive Company | 66404            | 1925              | Aguardando restauro              | Primeira de uma série de 5 locomotivas idênticas, apelidadas de "tatuzinho" pelos ferroviários. Após o fechamento da ferrovia, ficou abandonada nas oficinas em Gato Preto, parcialmente desmontada, até ser resgatada e levada para o pátio do Corredor em 2011, onde aguarda restauro. |
| 2      | -            |        | 2-4-2ST         | American Locomotive Company | 66405            | 1925              | Operacional.                     | Após um acidente nos anos 60 que ocasionou a quebra do longeirão, foi encostada no fundo das oficinas. Foi recuperada e totalmente reformada em 1982, porém pouco operou, por causa da desativação da ferrovia em 1983. Por ser teoricamente a locomotiva mais nova e em melhor estado, foi escolhida pelo IFPPC para ser restaurada, trabalho que começou em 2005 e foi concluído em 2011. |
| 3      | -            |        | 2-4-2ST         | American Locomotive Company | 66936            | 1926              | Aguardando restauro.             | Após a desativação da ferrovia, ficou abandonada nas oficinas de Gato Preto, relativamente inteira. Foi transferida em 2012 para o km 11, dentro da área da Natura Cosméticos onde ficou armazenada até ser levada para o pátio do Corredor em 2021. |
| 4      | -            |        | 2-4-2ST         | American Locomotive Company | 68037            | 1929              | Aguardando restauro e remontagem | No momento do fechamento da ferrovia, se encontrava desmontada para revisão de suas partes, sendo que nunca chegou a ser remontada. Sua cabine foi colocada na locomotiva nº 2, pois estava em melhor estado que a original, e todas as suas peças estão guardadas com o IFPPC para futura remontagem. |
| 5      | -            |        | 2-4-2ST         | Montreal Locomotive Works   | 68633            | 1932              | Em restauração.                  | Última peça da série "Tatuzinho", com a particularidade de ser a única peça canadense, fabricada na unidade da ALCO em Montreal. Até 2011 se encontrava abandonada no depósito de locomotivas de Cajamar, faltando apenas algumas peças pequenas. Foi resgatada e levada para o pátio do Corredor, onde permaneceu até Abril de 2017, quando foi levada para o km 12, dentro da área da Metalplan Equipamentos, onde será totalmente restaurada por esta empresa. |
| 6      | -            |        | 2-6-2+T         | H. K. Porter                | 7913             | 1945              | Aguardando restauro.             | Locomotiva original da CBCPP, adquirida para reforçar o parque de material rodante, até então composto somente pelas 5 locomotivas ALCO. Junto à locomotiva nº 7, são as maiores locomotivas que já circularam pelos trilhos da Perus-Pirapora. Após a desativação da ferrovia, permaneceu até 2012 abandonada nas oficinas em Gato Preto. |
| 7      | -            |        | 2-6-2+T         | H. K. Porter                | 7914             | 1945              | Aguardando restauro.             | Locomotiva original da CBCPP, adquirida para reforçar o parque de material rodante, até então composto somente pelas 5 locomotivas ALCO. Junto à locomotiva nº 6, são as maiores locomotivas que já circularam pelos trilhos da Perus-Pirapora. Após a desativação da ferrovia, permaneceu até 2012 abandonada nas oficinas em Gato Preto. |
| 9      | -            |        | 2-6-2+T         | Linke-Hofmann               | 3084             | 1927              | Aguardando restauro              | Ex-Companhia Paulista nº 920, adquirida em 1957. Desativada nos anos 60, foi abandonada na "fila da morte" em Cajamar. Após seu resgate, foi levada até a cidade de Rio do Sul-SC, onde aguarda avaliação e posterior restauro pela Fundação Trem Tur, através do programa +Q2 Museus. |
| 10     | -            |        | 2-6-2PT+T       | Baldwin Locomotive Works    | 40675            | 1913              | Restaurada cosmetica-mente.      | Ex-Companhia Paulista nº 911, adquirida em 1957. Originalmente, tinha a configuração 2-6-2PT, mas um tender foi adaptado pela própria CBCPP para maior autonomia. Após o fechamento da E. F. Perus - Pirapora, ficou abandonada no depósito de locomotivas de Cajamar até 2011, quando foi levada para o pátio do Corredor. Foi restaurada cosmeticamente no ano de 2016, porém ainda não é possível operá-la, devido à necessidade de reparos profundos na caldeira. |
| 11     | José Abdalla |        | 2-6-0+T         | Baldwin Locomotive Works    | 11892            | 1891              | Aguardando restauro.             | Ex-Estrada de Ferro Dumont nº 3, adquirida pela CBCPP em 1943, juntamente com outras locomotivas e alguns carros de passageiros. É a locomotiva mais antiga da ferrovia, e após o fechamento da ferrovia em 1983, ficou abandonada nas oficinas de Gato Preto. Foi removida e levada para o trecho preservado junto à fábrica da Natura (km 11) em 2012. |
| 12     | -            |        | 2-6-0+T         | Baldwin Locomotive Works    | 14275            | 1895              | Restaurada cosmetica-mente       | Ex-Cia Mechanica & Importadora, posteriormente Estrada de Ferro Dumont nº 4, adquirida pela CBCPP em 1943 ,juntamente com outras locomotivas e alguns carros de passageiros. Não se adaptou às condições da linha, tendo rodado muito pouco na EFPP. Alguns anos depois, retornou à Dumont, região de Ribeirão Preto, onde hoje se encontra em exposição numa praça da cidade. |
| 13     | -            |        | 2-6-0+T         | Baldwin Locomotive Works    | 18897            | 1901              | Aguardando restauro              | Ex-Estrada de Ferro Dumont nº 5, adquirida pela CBCPP em 1943 ,juntamente com outras locomotivas e alguns carros de passageiros. Foi desativada durante os anos 60 ou 70, sendo encostada no local conhecido como "fila da morte" em Cajamar. Após seu resgate, foi levada até a cidade de Rio do Sul-SC, onde aguarda avaliação e posterior restauro pela Fundação Trem Tur, através do programa +Q2 Museus. |
| 14     | -            |        | 2-6-2PT+T       | Baldwin Locomotive Works    | 40674            | 1913              | Aguardando restauro.             | Ex-Companhia Paulista nº 910, adquirida pela CBCPP em 1957. Originalmente, tinha a configuração 2-6-2PT, mas um tender foi adaptado pela própria CBCPP para maior autonomia. Após o fechamento da ferrovia, ficou abandonada no depósito de locomotivas de Cajamar até 2011 quando foi levada para o pátio do Corredor. É atualmente a locomotiva não-restaurada em melhor estado de conservação, estando com mais de 90% de suas peças montadas. |
| 15     | -            |        | 2-6-0+T         | Baldwin Locomotive Works    | 11980            | 1891              | Aguardando restauro              | Importada via Fry Miers and Company para o Ramal Férreo Campineiro, recebendo o nº 2 "Campinas". Posteriormente vendida para o Tramway da Cantareira, onde circulou com o nº 10 e em seguida para a Usina Monte Alegre (UMA), onde passou por diversas modificações que comprometeram seu desempenho e comportamento. Foi adquirida pela CBCPP em 1961, juntamente com mais 3 locomotivas. Operou pouco em decorrência das consequências das modificações realizadas na UMA, sendo então desativada e encostada na "fila da morte" em Cajamar. Após seu resgate, foi levada até a cidade de Rio do Sul-SC, onde aguarda avaliação e posterior restauro pela Fundação Trem Tur, através do programa +Q2 Museus. |
| 16     | -            |        | 4-6-0+T         | Baldwin Locomotive Works    | 32694            | 1908              | Aguardando remoção e restauro.   | Ex-Companhia Douradense nº 5, Tramway da Cantareira nº 16 e Usina Monte Alegre nº 16. Foi adquirida em 1961, juntamente com mais 3 locomotivas. Considerada pelos ferroviários e simpatizantes da ferrovia como a locomotiva mais elegante da frota. No momento da desativação da ferrovia, em 1983, se encontrava na Fábrica de Cimento, em Perus, e lá se encontra até hoje, na vala de manutenção do pátio da fábrica, aguardando remoção. |
| 17     | -            |        | 2-4-0+T         | Baldwin Locomotive Works    | 37399            | 1911              | Aguardando restauro              | Ex-Tramway da Cantareira nº 2 e Usina Monte Alegre nº 4. Esta foi a grande responsável por embalar o famoso samba "Trem das Onze", composto e cantado por Adoniran Barbosa, pois era uma das locomotivas que tracionavam tal composição. Foi adquirida em 1961, juntamente com mais 3 locomotivas. Após permanecer mais de 20 anos abandonada nas oficinas de Gato Preto, foi removida e levada para a base operacional do IFPPC no Corredor em 2012. |
| 18     | -            |        | 2-6-2ST         | Usina Monte Alegre          | -                | 1938              | Aguardando restauro              | Ex-Usina Monte Alegre nº 1 "Fulvio Morganti", adquirida em 1961, juntamente com mais 3 locomotivas. Se constitui em uma peça do acervo de extrema importância, pois foi a primeira locomotiva 100% nacional, construída inteiramente no Brasil pelo mestre João Bottene de Piracicaba, em sua própria oficina. Desativada junto com a ferrovia, ficou abandonada nas oficinas do Gato Preto. removida e levada para o pátio do Corredor |